# Флоричика
Флоричика (рум. Floricica) — село в Кантемирском районе Молдавии. Наряду с сёлами Еникёй, Бобочика и Цолика входит в состав коммуны Еникёй.

## География
Село расположено на высоте 114 метров над уровнем моря.

## Население
По данным переписи населения 2004 года, в селе Флоричика проживает 254 человека (124 мужчины, 130 женщин).
Этнический состав села:
| Национальность | Число жителей | Процентный состав |
| -------------- | ------------- | ----------------- |
| молдаване      | 248           | 97.64             |
| гагаузы        | 4             | 1.57              |
| русские        | 1             | 0.39              |
| болгары        | 1             | 0.39              |
| Всего          | 254           | 100%              |